# 罗德内·阿里斯门迪
罗德内·阿里斯门迪（西班牙語：Rodney Arismendi；1913年3月21日—1989年12月27日）是乌拉圭左翼政治人物、作家。曾任乌拉圭共产党中央委员会第一书记、执行委员会委员。

## 生平
18岁时，加入乌拉圭共产党。1957年11月前往莫斯科参加十月革命四十周年庆典，和社会主义国家共产党与工人党代表会议。
1955年，原总书记戈麦斯被以“破坏党内民主集中制”和“搞宗派分裂活动”等罪名而开除出党，阿里斯门迪当选第一书记。1971年，共产党并入广泛阵线。1973年乌拉圭发生军事政变。他于1974年被捕，1975年被驱逐出乌拉圭，流亡苏联。
1983年3月23日获授捷克斯洛伐克社会主义共和国颁发的友谊勋章。
他的女儿玛丽娜·阿里斯门迪也是共产党政治家。